# 4. volilna enota (Slovenija)
4. volilna enota je volilna enota v Sloveniji, ki obsega območja občin: Domžale, Grosuplje, Kočevje, Litija, Ljubljana Bežigrad, Ljubljana Moste-Polje, Ribnica; sedež enote je v Ljubljana Bežigradu.
Enota je razdeljena na 11 volilnih okrajev:
- 1. volilni okraj: občina Kočevje, ki obsega območje krajevnih skupnosti: Kočevje Mesto, Kočevje Rudnik-Šalka vas, Kočevska Reka, Osilnica, Stara Cerkev, Kostel, Poljanska dolina ob Kolpi, Ivan Omerza Livold, razen območja občine Loški Potok (sedež: Kočevje);
- 2. volilni okraj: občina Ribnica, ki obsega območje krajevnih skupnosti: Ribnica, Sodražica, Sv. Gregor, Velike Poljane, Dolenja vas, Draga ter celotno območje občine Loški Potok (sedež: Ribnica);
- 3.  volilni okraj: občina Grosuplje, ki obsega območje krajevnih skupnosti: Grosuplje, Metnaj, Polica, Stična, Šentvid pri Stični, Šmarje - Sap, Temenica, Višnja Gora, Videm-Dobrepolje, Ambrus, Zagradec, Krka, Ponikve, Škocjan, Račna, Ilova Gora, Dob pri Šentvidu, Muljava, Žalna, Ivančna Gorica, Mlačevo, Spodnja Slivnica, Št. Jurij, Kompolje in Struge na Dolenjskem (sedež: Grosuplje);
- 4.  volilni okraj: občina Litija, ki obsega območje krajevnih skupnosti: Primskovo, Vintarjevec, Štangarske Poljane, Gabrovka pri Litiji, Dole pri Litiji, Velika Kostrevnica, Polšnik, Jablaniška dolina, Šmartno pri Litiji, Sava pri Litiji, Hotič, Jevnica, Kresnice, Litija desni breg, Litija levi breg, Ribče, Vače pri Litiji, Velika Štanga (sedež: Litija);
- 5.  volilni okraj: del občine Ljubljana Moste-Polje, ki obsega območje krajevnih skupnosti: Besnica, Dolsko, Klopce, Lipoglav, Zalog, Vevče-Kašelj, Novo Polje, Zadvor, Bizovik, Polje, Hrušica- Fužine (sedež: Ljubljana Moste-Polje);
- 6.  volilni okraj: del občine Ljubljana Moste-Polje, ki obsega območje krajevnih skupnosti: Nove Fužine, Sotočje, Štepanja vas, 25. maj (sedež: Ljubljana Moste-Polje);
- 7.  volilni okraj: del občine Ljubljana Moste-Polje, ki obsega območje krajevnih skupnosti: Šmartno, Zadobrova, Dušan Kveder Tomaž, Jože Moškrič, Zelena jama, Moste-Selo, Kodeljevo (sedež: Ljubljana Moste-Polje);
- 8.  volilni okraj: del občine Ljubljana Bežigrad, ki obsega območje krajevnih skupnosti: Dol, Beričevo, Šentjakob- Podgorica, Nadgorica-Ježa, Franc Ravbar-Črnuče, Črnuče-Gmajna, Rezke Dragar- Črnuče, Ježica, 7. septembra, Savlje-Kleče, Urške Zatler, Stožice, Jože Štembal, Brinje (sedež: Ljubljana Bežigrad);
- 9.  volilni okraj: del občine Ljubljana Bežigrad, ki obsega območje krajevnih skupnosti: Boris Ziherl, Miran Jarc, Stadion, Koroških partizanov, Triglav, Bežigrad II, Bežigrad I, Anton Tomaž Linhart, Boris Kidrič, Savsko naselje, Ivan Kavčič-Nande, Tomačevo-Jarše, [[(sedež: Ljubljana Bežigrad);
- 10.  volilni okraj: del občine Domžale, ki obsega območje krajevnih skupnosti: Trojane, Blagovica, Peče, Velika vas-Dešen, Moravče, Češnjice pri Domžalah, Krašnja, Zlato Polje, Lukovica, Vrhpolje pri Moravčah, Krtina, Prevoje pri Šentvidu, Rafolče, Dob, Rova, Ihan, Radomlje, Tomo Brejc-Vir, Domžale-Simona Jenka, Homec-Nožice (sedež: Domžale);
- 11.  volilni okraj: del občine Domžale, ki obsega območje krajevnih skupnosti: Jarše-Rodica, Mengeš, Preserje pri Radomljah, Trzin, Domžale-Slavko Šlander, Domžale-Venclja Perka, Dragomelj-Pšata (sedež: Domžale);